# 최덕휴
최덕휴(崔德休, 1922년 7월 4일 ~ 1998년 2월 21일)는 대한민국의 독립운동가이다.

## 생애

### 주요 경력
충청남도 홍성에서 출생한 그는 1941년 징집되었고 곧 일본 육군 소위 시절 일본 육군 제64사단을 탈출하여 중화민국 육군 제3전구사령부 훈련반에서 훈련을 받고, 1942년 중화민국 육군 중위 임관되어 중화민국 육군 제9전구사령부 제8사단 공작위원회 공작정보과 정보장교 직위를 거쳐 중화민국 육군 제2군사령부 공작책략정보과 정보장교로 복무하였다. 이듬해 1943년 대한광복군 제1지대 제3구대 예하 소대장 직위에 편입되어 항일 독립 운동을 펼쳤다.
1945년 8월 15일, 중화민국 장쑤성 상하이에서 조선 광복을 목도한 그는 1946년 2월, 대한민국 귀국하였고 1947년 3월, 대한민국 육군 중위 전역하였다. 이후 1947년 6월 한국독립당 초급행정위원 직위에 보임되었고 이듬해 1948년 3월 한국독립당 행정자치위원 직위에 전임되었으며 이후 1957년 한국독립당 행정자치위원 직위를 사퇴 및 한국독립당 탈당을 하였다.

## 서훈
1982년 대한민국 대통령 표창장과 1990년 대한민국 건국훈장 애족장을 받았다.